# En vivo desde el Lunario
En vivo desde el Lunario es el álbum del cantautor peruano de rock Gian Marco.

## Liberación y recepción
El álbum fue grabado en el Auditorio Nacional Lunario durante el concierto de Gian Marco el 29 de enero de 2009. El álbum fue nominado a Mejor Video Musical de Versión Larga en los Premios Grammy Latinos 2009.

## Lista de canciones
| N.º   | Título                      | Duración |  |
| 1.    | «Vientos del sur»           | 4:23     |  |
| 2.    | «Hoy»                       | 4:30     |  |
| 3.    | «Canta Corazón»             | 3:56     |  |
| 4.    | «Hasta Que La Vida Pase»    | 3:19     |  |
| 5.    | «Mientras tanto»            | 3:30     |  |
| 6.    | «Me canse de ti»            | 4:35     |  |
| 7.    | «Lamento»                   | 4:08     |  |
| 8.    | «Se Me Olvidó»              | 4:20     |  |
| 9.    | «Gota de lluvia»            | 4:45     |  |
| 10.   | «Tu fotografía»             | 4:35     |  |
| 11.   | «Todavía»                   | 3:56     |  |
| 12.   | «Hasta Que Vuelvas Conmigo» | 3:32     |  |
| 13.   | «Quiero saber»              | 5:18     |  |
| 14.   | «Lejos de Ti»               | 3:27     |  |
| 15.   | «Retrato»                   | 3:50     |  |
| 16.   | «Sin querer»                | 4:39     |  |
| 17.   | «Sentirme vivo»             | 5:10     |  |
| 71:53 |                             |          |  |

## Premios y nominaciones

### Premios Grammy Latinos
| Año  | Trabajo nominado                    | Categoría                         | Resultado |
| ---- | ----------------------------------- | --------------------------------- | --------- |
| 2009 | Gian Marco en Vivo desde el Lunario | Mejor video musical Versión Larga | Nominado  |